# Jean Cabrol de Blanque
Jean Cabrol de la Blanque (ur. 1540 w Langwedocji, zm. 21 lutego 1626 w Gdańsku) – kapitan, urzędnik konsularny i dyplomata francuski.
Pełnił służbę we Francji, Szwecji i Polsce (na służbie Zygmunta III Wazy). Pierwszy stały przedstawiciel - rezydent Francji w Gdańsku (1610–1626). Pochowany w kościele św. Trójcy w Gdańsku.